# Klasično pogojevanje
Klasično pogojevanje je ena izmed štirih oblik učenja in je najosnovnejša oblika učenja. Iz nje se naučimo neobičajnih in avtomatiziranih odzivov na nevtralne dražljaje, ker sta bila neki odziv in neki dražljaj večkrat povezana. Živali in ljudje se lahko naučijo nehotenega odzivanja na nek dražljaj, ki predhodno za njih ni imel učinka ali pa je bil ta drugačen. Dražljaj posledično pripelje do avtomatiziranega izziva. Pri tej vrsti učenja poznamo dve vrsti dražljaja in dve vrsti odziva.

## Brezpogojni odziv in brezpogojni dražljaj
Brezpogojni odziv (BO) je podedovana, nenaučena biološka reakcija na neki brezpogojni dražljaj (BD). Namenjena je varovanju in ohranjanju organizma. Taki odzivi so refleksne in čustvene reakcije na dražljaj in niso pod vplivom naše volje (dihalnozaščitni refleks, patelarni tetivni refleks...).

## Pogojni odziv in pogojni dražljaj
Pogojni odziv je reakcija, ki je naučena in se pojavi od nevtralnem dražljaju, ki sam po sebi ne izzove takšnega odziva, med učenjem pa postane pogojni dražljaj.